# 胡安卢·桑切斯
胡安·路易斯·桑切斯·贝拉斯科（西班牙語：Juan Luis Sánchez Velasco；2003年8月15日—），生于两姊妹镇，西班牙男子足球运动员，场上位置是翼锋，2024年夏季奥林匹克运动会男子金牌得主。